# Pandoura
La pandoura (en grec ancien πανδοῦρα, pandoura) est un instrument à cordes antique, classé dans la famille des luths et des guitares. Dès le IIIe millénaire avant J.-C, les Akkadiens jouaient d'instruments similaires . L'iconographie grecque antique représente des pandouras à partir du IVe ou du IIIe siècle av. J.-C.
La pandoura grecque antique, jouée par les anciens grecs, était un luth à manche moyen ou long, muni d'une petite caisse de résonance. Il avait généralement trois cordes et était connu sous le nom de trichordon (instrument à trois cordes).
Ses descendants existent toujours comme le pandouri kartvélien, les tambouras et bouzouki grecs, le kuitra nord-africain, le saz de la Méditerranée orientale et le tamburica des Balkans.

## Origine du nom
Son nom remonte aux origines des instruments à cordes. Il était alors muni d'une corde d'arc.  On lui a ensuite ajouté un résonateur, le transformant ainsi en un arc musical. Puis, il a été redressé et est devenu un luth.
En sumérien, le même terme giš.ban désignait, soit un « arc » (tir à l'arc arc arc musical), soit une harpe arquée. Puis, l'adjectif « tur » (petit) a été ajouté à ce terme.  Giš.ban est devenu gišban.tur. Il a ainsi spécifiquement désigné « l'instrument de musique plus petit qu'un arc de chasse »Il a également été différencié  des instruments de musique plus grands.
La signification de Ban.tur, au fils du temps,  s'est transformée en « petit arc ». Puis, il est devenu pandoura. De même, sans être nécessairement à l'origine du luth, il est possible que le terme sumérien Ban.tur soit également à l'origine du nom de plusieurs autres luths, tels que tambur ou tanbur.

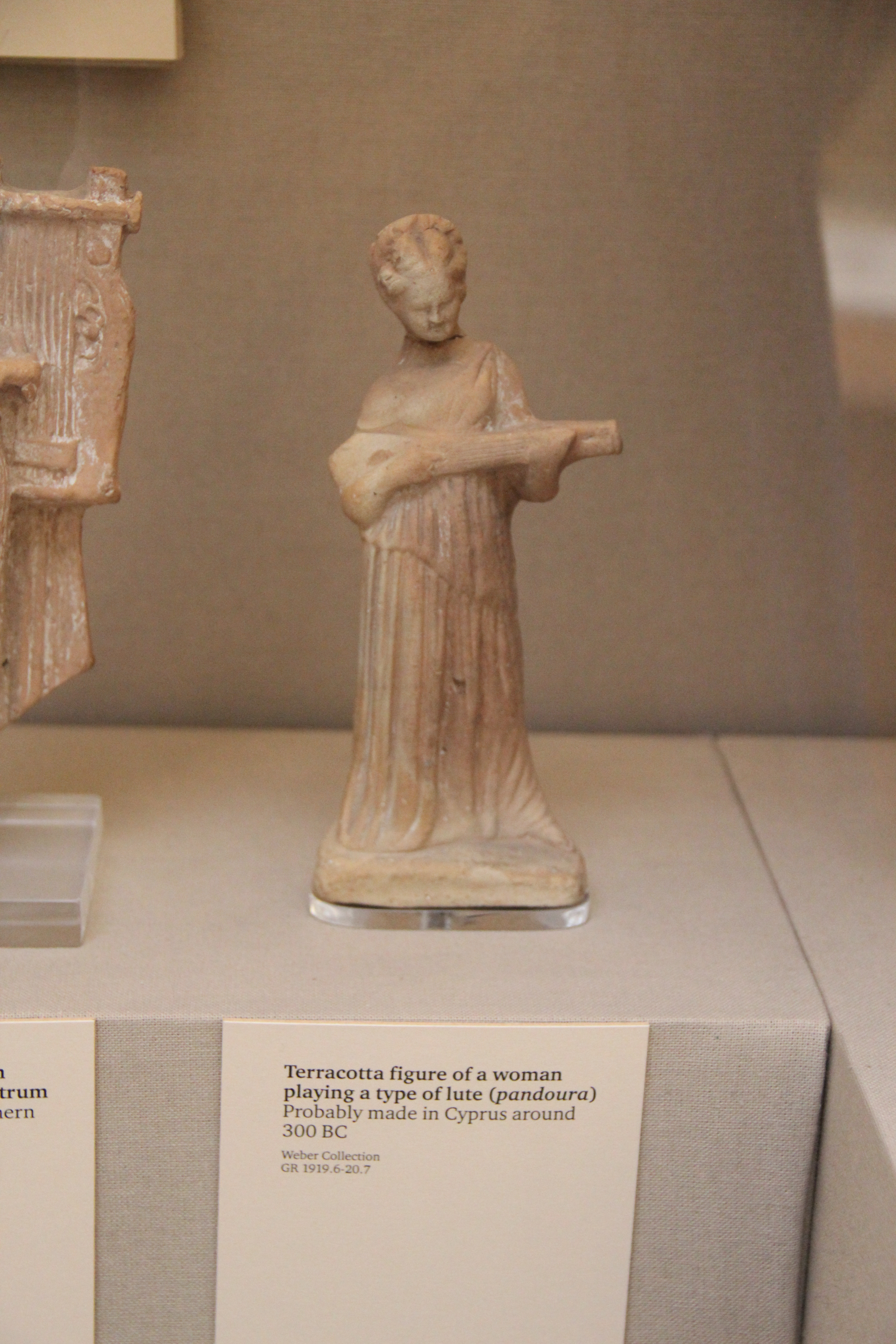
Figurine en terre cuite d'une joueuse de pandoura, Chypre, v.300 av. J.-C.
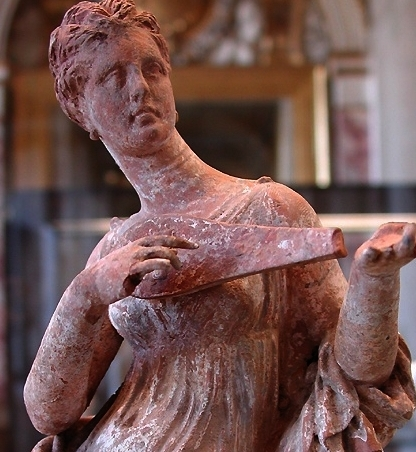
Statuette de Tanagra grecque antique, 200 av. J.-C.
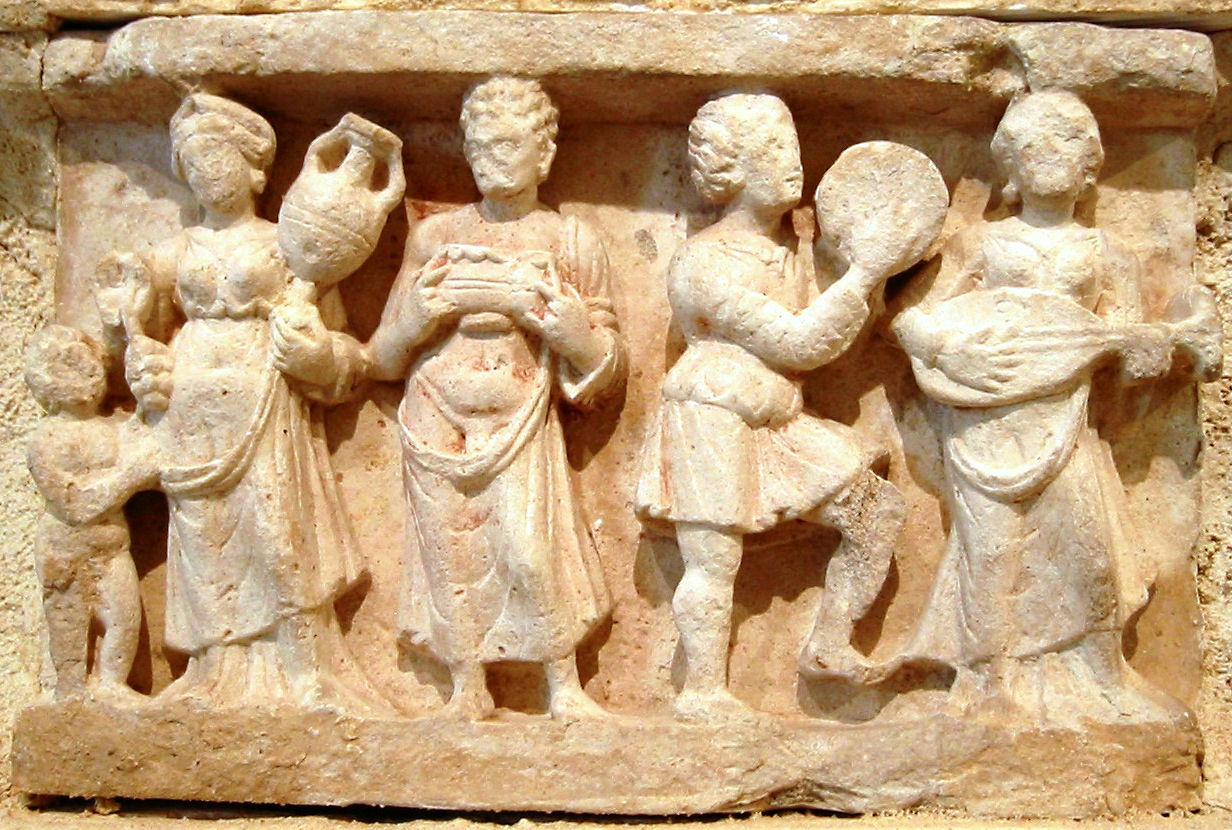
Instrument de la famille des luths courts sur un bas-relief provenant de Hadda (actuel Afghanistan), Ier-IIe siècles, Paris, Musée Guimet.
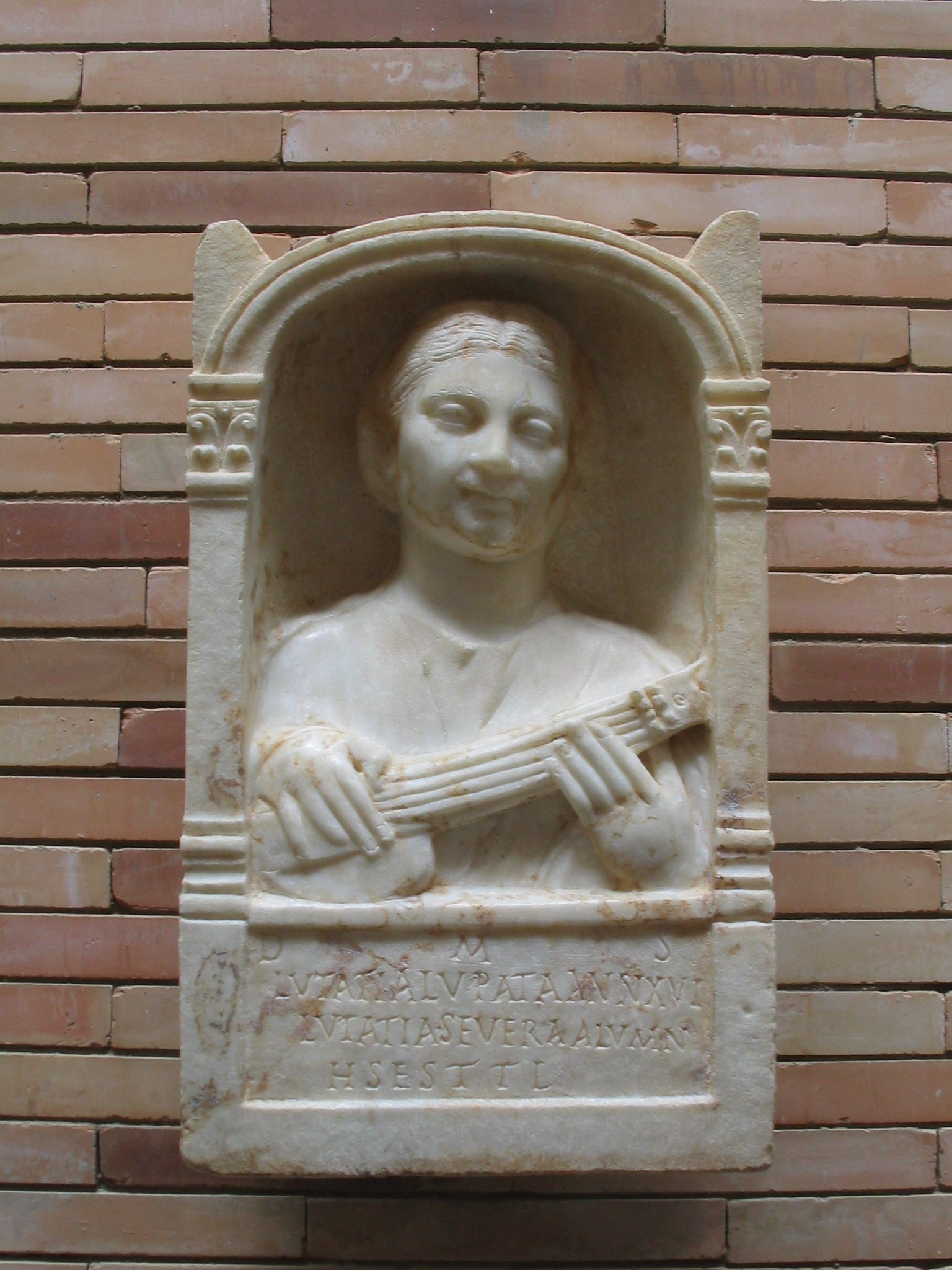
Stèle funéraire pour une jeune Romaine de 16 ans, montrée en joueuse de pandoura. IIe siècle apr. J.-C. Découverte à Augusta Emerita (Espagne). Musée de Merida (Espagne).
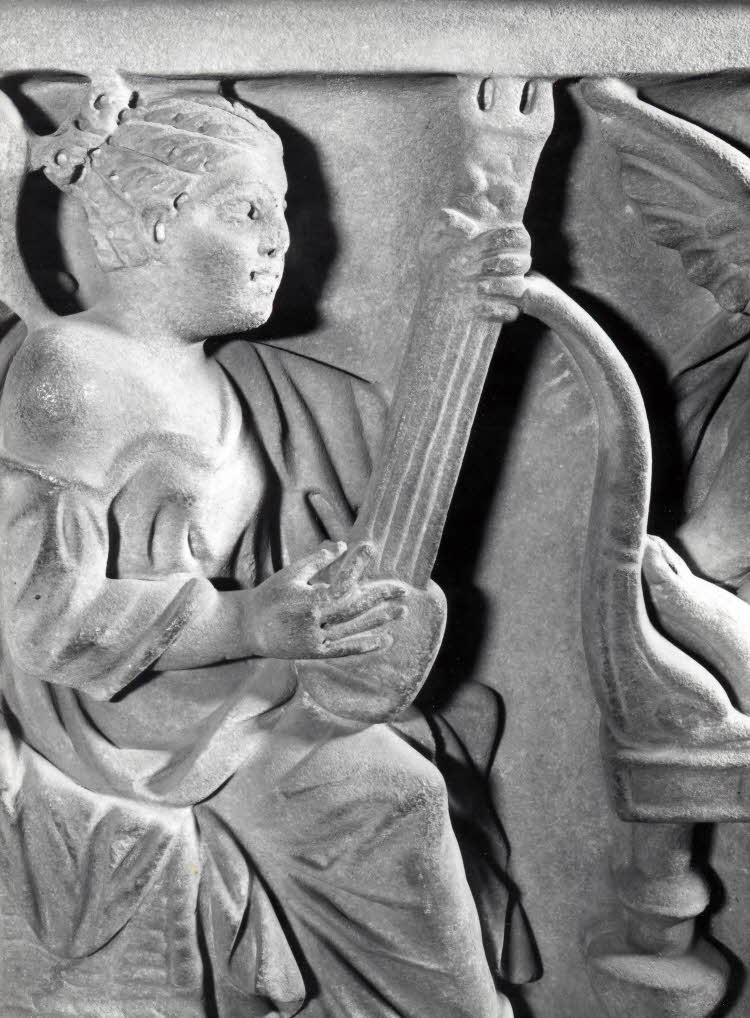
Instrument ressemblant à une pandoura sur un sarcophage romain. IIIe siècle apr. J.-C.
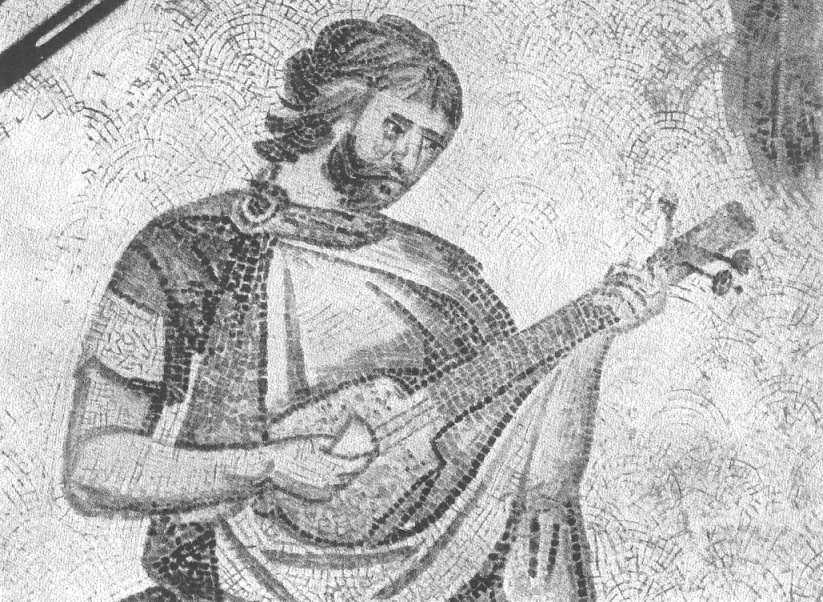
Pandoura romaine ou byzantine à trois cordes sur une mosaïque du VIe siècle apr. J.-C. au Grand palais de Constantinople.